# Premi Goya 1989
La cerimonia di premiazione della 3ª edizione dei Premi Goya si è svolta il 21 marzo 1989 al Palacio de Congresos di Madrid.

## Vincitori e candidati
I vincitori sono indicati in grassetto, a seguire gli altri candidati.

### Miglior film
- Donne sull'orlo di una crisi di nervi (Mujeres al borde de un ataque de nervios), regia di Pedro Almodóvar
- Diario d'inverno (Diario de invierno), regia di Francisco Regueiro
- Espérame en el cielo, regia di Antonio Mercero
- Remando nel vento (Remando al viento), regia di Gonzalo Suárez
- Il tunnel (El túnel), regia di Antonio Drove

### Miglior regista
- Gonzalo Suárez - Remando nel vento (Remando al viento)
- Ricardo Franco - Berlín Blues
- Francisco Regueiro - Diario d'inverno (Diario de invierno)
- Antonio Mercero - Espérame en el cielo
- Pedro Almodóvar - Donne sull'orlo di una crisi di nervi (Mujeres al borde de un ataque de nervios)

### Miglior attore protagonista
- Fernando Rey - Diario d'inverno (Diario de invierno)
- Pepe Soriano - Espérame en el cielo
- Antonio Ferrandis - Jarrapellejos
- Imanol Arias - Il Lute II - Domani sarò libero (El lute II: mañana seré libre)
- Alfredo Landa - Sinatra

### Migliore attrice protagonista
- Carmen Maura - Donne sull'orlo di una crisi di nervi (Mujeres al borde de un ataque de nervios)
- Victoria Abril - Intrighi e piaceri a Baton Rouge (Bâton Rouge)
- María Fernanda d'Ocón - Cammini di gesso (Caminos de tiza)
- Ángela Molina - Luci e ombra (Luces y sombras)
- Ana Belén - Miss Caraibi (Miss Caribe)

### Miglior attore non protagonista
- José Sazatornil - Espérame en el cielo
- Ángel de Andrés López - Intrighi e piaceri a Baton Rouge (Bâton Rouge)
- Jorge Sanz - Il Lute II - Domani sarò libero (El lute II: mañana seré libre)
- Guillermo Montesinos - Donne sull'orlo di una crisi di nervi (Mujeres al borde de un ataque de nervios)
- José Luis Gómez - Remando nel vento (Remando al viento)

### Migliore attrice non protagonista
- María Barranco - Donne sull'orlo di una crisi di nervi (Mujeres al borde de un ataque de nervios)
- Laura Cepeda - Intrighi e piaceri a Baton Rouge (Bâton rouge)
- Terele Pávez - Diario d'inverno (Diario de invierno)
- Chus Lampreave - Espérame en el cielo
- Julieta Serrano - Donne sull'orlo di una crisi di nervi (Mujeres al borde de un ataque de nervios)

### Miglior sceneggiatura originale
- Pedro Almodóvar - Donne sull'orlo di una crisi di nervi (Mujeres al borde de un ataque de nervios)
- Agustín Díaz Yanes e Rafael Monleón - Intrighi e piaceri a Baton Rouge (Bâton rouge)
- Antonio Mercero, Horacio Valcárcel e Román Gubern - Espérame en el cielo

### Miglior sceneggiatura non originale
- Antonio Giménez Rico e Manuel Gutiérrez Aragón - Jarrapellejos
- Carlos A. Cornejo, José A. Mahieu e Antonio Drove - Il tunnel (El túnel)
- Félix Rotaeta - El placer de matar
- Gabriel Castro, Antonio Isasi-Isasmendi e Jorge R. del Alamo - L'aria di un crimine (El aire de un crimen)
- Joaquim Jordà, Vicente Aranda e Eleuterio Sánchez - Il Lute II - Domani sarò libero (El lute II: mañana seré libre)

### Miglior produzione
- José G. Jacoste - Remando nel vento (Remando al viento)
- Emiliano Otegui - Berlín Blues
- Esther García - Donne sull'orlo di una crisi di nervi (Mujeres al borde de un ataque de nervios)
- Marisol Carnicero - Pasodoble
- Víctor Albarrán - A peso d'oro (El Dorado)

### Miglior fotografia
- Carlos Suárez - Remando nel vento (Remando al viento)
- José Luis Alcaine - Sventura (Malaventura)
- José Luis Alcaine - Donne sull'orlo di una crisi di nervi (Mujeres al borde de un ataque de nervios)
- Teo Escamilla - Berlín Blues
- Teo Escamilla - A peso d'oro (El Dorado)

### Miglior montaggio
- José Salcedo - Donne sull'orlo di una crisi di nervi (Mujeres al borde de un ataque de nervios)
- Pedro del Rey - A peso d'oro (El Dorado)
- José Salcedo - Intrighi e piaceri a Baton Rouge (Bâton Rouge)
- José Salcedo - Remando nel vento (Remando al viento)
- Teresa Font - Berlín Blues

### Miglior colonna sonora
- Carmelo A. Bernaola - Pasodoble
- Alejandro Massó - A peso d'oro (El Dorado)
- Alejandro Massó - Remando nel vento (Remando al viento)
- Bernardo Bonezzi - Donne sull'orlo di una crisi di nervi (Mujeres al borde de un ataque de nervios)

### Miglior scenografia
- Wolfgang Burmann - Remando nel vento (Remando al viento)
- Félix Murcia - Donne sull'orlo di una crisi di nervi (Mujeres al borde de un ataque de nervios)
- Gerardo Vera - Berlín Blues
- Rafael Palmero - Jarrapellejos

### Migliori costumi
- Yvonne Blake - Remando nel vento (Remando al viento)
- Gerardo Vera - Berlín Blues
- Gerardo Vera - A peso d'oro (El Dorado)
- Javier Artiñano - Jarrapellejos
- José María Cossío - Donne sull'orlo di una crisi di nervi (Mujeres al borde de un ataque de nervios)

### Miglior trucco e acconciatura
- Romana González e Josefa Morales - Remando nel vento (Remando al viento)
- Ángel Luis De Diego e Alicia Regueiro - Espérame en el cielo
- Gregorio Ros e Jesús Moncusi - Donne sull'orlo di una crisi di nervi (Mujeres al borde de un ataque de nervios)
- José Antonio Sánchez e Pepita Núñez - A peso d'oro (El Dorado)
- Juan Pedro Hernández e Agustín Cabiedes - Il Lute II - Domani sarò libero (El lute II: mañana seré libre)

### Miglior sonoro
- Carlos Faruolo e Enrique Molinero - Berlín Blues
- Daniel Goldstein e Ricardo Steinberg - Pasodoble
- Daniel Goldstein e Ricardo Steinberg - Remando nel vento (Remando al viento)
- Gilles Ortion - A peso d'oro (El Dorado)
- Gilles Ortion - Donne sull'orlo di una crisi di nervi (Mujeres al borde de un ataque de nervios)

### Migliori effetti speciali
- Gonzalo Gonzalo, Basilio Cortijo e Carlo De Marchis - Slugs - Vortice d'orrore (Slugs, muerte viscosa )
- Alberto Nombela Núñez - Il Lute II - Domani sarò libero (El lute II: mañana seré libre)
- Reyes Abades - A peso d'oro (El Dorado)
- Reyes Abades - Donne sull'orlo di una crisi di nervi (Mujeres al borde de un ataque de nervios)
- Reyes Abades - Remando nel vento (Remando al viento)

### Premio Goya alla carriera
- Imperio Argentina